# Coppa della Confederazione CAF 2011
La Coppa della Confederazione CAF 2011 è stata l'ottava edizione della competizione. È iniziata il 29 gennaio e si è conclusa il 4 dicembre 2011. Il Maghreb de Fès ha vinto il trofeo per la prima volta.

## Turno preliminare
| Squadra 1           | Totale            | Squadra 2       | Andata | Ritorno |
| ------------------- | ----------------- | --------------- | ------ | ------- |
| Tevragh-Zeïna       | 1 – 0             | Real Bamako     | 0 – 0  | 1 – 0   |
| Missile             | 4 – 1             | Inter Star      | 4 – 0  | 0 – 1   |
| Léopards            | 3 – 1             | Etincelles      | 1 – 1  | 2 – 0   |
| Touré Kunda         | 4 – 3             | Ports Authority | 2 – 1  | 2 – 2   |
| CA Batna            | 4 – 4 (5 – 6 dtr) | Al-Nasr         | 2 – 2  | 2 – 2   |
| Dynamic Togolais    | 0 – 0 (2 – 4 dtr) | Sahel           | 0 – 0  | 0 – 0   |
| USS Kraké           | 2 – 5             | Maghreb de Fès  | 1 – 1  | 1 – 4   |
| Séwé Sports         | 0 – 2             | Ashanti Gold    | 0 – 1  | 0 – 1   |
| Foullah Edifice     | 2 – 1             | Elá Nguema      | 2 – 0  | 0 – 1   |
| Aviação             | 0 – 0 (4 – 5 dtr) | Sofapaka        | 0 – 0  | 0 – 0   |
| Highlanders         | Ritiro            | Nchanga Rangers | 1 – 1  | ---     |
| ADEMA               | 1 – 1 (gfc)       | Maxaquene       | 0 – 0  | 1 – 1   |
| Sainte-Marienne     | 1 – 4             | Wits            | 1 – 0  | 0 – 4   |
| Centre Salif Keita  | 3 – 3 (gfc)       | Difaâ El Jadida | 2 – 2  | 1 – 1   |
| Fovu Baham          | 3 – 4             | USFA            | 2 – 1  | 1 – 3   |
| Séquence            | 1 – 2             | Africa Sports   | 0 – 1  | 1 – 1   |
| DFC8                | 1 – 3             | Tiko United     | 0 – 0  | 1 – 3   |
| KMKM                | 0 – 6             | Motema Pembe    | 0 – 4  | 0 – 2   |
| Mbabane Highlanders | 2 – 2 (1 – 4 dtr) | Victors         | 1 – 1  | 1 – 1   |
| Young Africans      | 4 – 6             | Dedebit         | 4 – 4  | 0 – 2   |

## Primo turno
| Squadra 1          | Totale | Squadra 2       | Andata | Ritorno |
| ------------------ | ------ | --------------- | ------ | ------- |
| JS Kabylie         | 3 – 1  | Tevragh-Zeïna   | 1 – 0  | 2 – 1   |
| Al-Nil Al-Hasahesa | 2 – 3  | Missile         | 1 – 1  | 1 – 2   |
| Primeiro de Agosto | 2 – 1  | Léopards        | 2 – 0  | 0 – 1   |
| FUS de Rabat       | 3 – 2  | Touré Kunda     | 2 – 0  | 1 – 2   |
| Al-Khartoum        | Ritiro | Al-Nasr         | ---    | ---     |
| Maghreb de Fès     | 2 – 1  | Sahel           | 0 – 0  | 2 – 1   |
| Étoile Sahel       | 4 – 2  | Ashanti Gold    | 3 – 0  | 1 – 2   |
| Kaduna United      | 2 – 1  | Foullah Edifice | 0 – 1  | 0 – 1   |
| Ismaily            | 2 – 4  | Sofapaka        | 2 – 0  | 0 – 4   |
| Saint Eloi Lupopo  | 3 – 0  | Nchanga Rangers | 1 – 0  | 2 – 0   |
| Wits               | 1 – 3  | ADEMA           | 1 – 1  | 0 – 2   |
| Olympique Béja     | 2 – 3  | Difaâ El Jadida | 2 –0   | 0 – 3   |
| Africa Sports      | Ritiro | USFA            | ---    | ---     |
| Sunshine Stars     | 3 – 0  | Tiko United     | 2 – 0  | 1 – 0   |
| Victors            | 1 – 2  | Motema Pembe    | 1 –1   | 0 – 1   |
| Haras El-Hodood    | 5 – 1  | Dedebit         | 4 – 0  | 1 – 1   |

## Secondo turno
| Squadra 1         | Totale            | Squadra 2          | Andata | Ritorno |
| ----------------- | ----------------- | ------------------ | ------ | ------- |
| Missile           | 3 – 3 (0 – 3 dtr) | JS Kabylie         | 3 – 0  | 0 – 3   |
| FUS de Rabat      | 1 – 2             | Primeiro de Agosto | 1 – 1  | 0 – 1   |
| Maghreb de Fès    | 5 – 3             | Al-Khartoum        | 5 – 1  | 0 – 2   |
| Kaduna United     | Ritiro            | Étoile Sahel       | ---    | ---     |
| Saint Eloi Lupopo | 2 – 2 (gfc)       | Sofapaka           | 2 – 1  | 0 – 1   |
| Difaâ El Jadida   | 3 – 1             | ADEMA              | 3 – 0  | 0 – 1   |
| Sunshine Stars    | 2 – 1             | USFA               | 2 – 0  | 0 – 1   |
| Haras El-Hodood   | 3 – 3 (3 – 4 dtr) | Motema Pembe       | 2 – 1  | 1 – 2   |

## Play-off
| Squadra 1     | Totale | Squadra 2          | Andata | Ritorno |
| ------------- | ------ | ------------------ | ------ | ------- |
| E.S. Setif    | 1 – 3  | Kaduna United      | 1 – 0  | 0 – 3   |
| Diaraf        | 1 – 3  | JS Kabylie         | 1 – 1  | 0 – 2   |
| Club Africain | 4 – 3  | Sofapaka           | 3 – 0  | 1 – 3   |
| Al Ittihad    | 0 – 1  | Sunshine Stars     | 1      | 0 – 1   |
| ZESCO United  | 1 – 2  | Maghreb de Fès     | 1 – 0  | 0 – 2   |
| Simba         | 1 – 2  | Motema Pembe       | 1 – 0  | 0 – 2   |
| ASEC Mimosas  | 5 – 1  | Primeiro de Agosto | 4 – 0  | 1 – 1   |
| Inter Luanda  | 5 – 2  | Difaâ El Jadida    | 3 – 0  | 2 – 2   |

- Nota 1: A causa della situazione in Libia, la CAF ha deciso di disputare una gara unica.

## Fase a gruppi

### Gruppo A
| Squadre       | G  | V | N | P | GF | GS | DR | Pt |
| ------------- | -- | - | - | - | -- | -- | -- | -- |
| Club Africain | 11 | 6 | 3 | 2 | 1  | 6  | 3  | +3 |
| Inter Luanda  | 10 | 6 | 3 | 1 | 2  | 8  | 6  | +2 |
| ASEC Mimosas  | 7  | 6 | 2 | 1 | 3  | 5  | 6  | -1 |
| Kaduna United | 5  | 6 | 1 | 2 | 3  | 5  | 9  | -4 |

|               | ASE   | CAF   | INT   | KAD   |
| ------------- | ----- | ----- | ----- | ----- |
| ASEC Mimosas  |       | 1 – 1 | 1 – 0 | 2 – 1 |
| Club Africain | 1 – 0 |       | 2 – 0 | 0 – 0 |
| Inter Luanda  | 1 – 0 | 2 – 1 |       | 4 – 1 |
| Kaduna United | 2 – 1 | 0 – 1 | 1 – 1 |       |

### Gruppo B
| Squadre        | G  | V | N | P | GF | GS | DR | Pt |
| -------------- | -- | - | - | - | -- | -- | -- | -- |
| Maghreb de Fès | 14 | 6 | 4 | 2 | 0  | 8  | 2  | +6 |
| Sunshine Stars | 11 | 6 | 3 | 2 | 1  | 6  | 3  | +3 |
| Motema Pembe   | 8  | 6 | 2 | 2 | 3  | 5  | 6  | -1 |
| JS Kabylie     | 3  | 6 | 0 | 3 | 3  | 1  | 5  | -4 |

|                | JSK   | MAS   | MOT   | SUN   |
| -------------- | ----- | ----- | ----- | ----- |
| JS Kabylie     |       | 0 – 1 | 0 – 2 | 1 – 2 |
| Maghreb de Fès | 1 – 0 |       | 3 – 0 | 1 – 0 |
| Motema Pembe   | 2 – 0 | 1 – 1 |       | 0 – 0 |
| Sunshine Stars | 1 – 0 | 1 – 1 | 2 – 0 |       |

## Semifinali
| Squadra 1      | Totale      | Squadra 2      | Andata | Ritorno |
| -------------- | ----------- | -------------- | ------ | ------- |
| Sunshine Stars | 0 – 1       | Club Africain  | 0 – 1  | 0 – 0   |
| Inter Luanda   | 2 – 2 (gfc) | Maghreb de Fès | 2 – 1  | 0 – 1   |

## Finale
| Squadra 1     | Totale            | Squadra 2      | Andata | Ritorno |
| ------------- | ----------------- | -------------- | ------ | ------- |
| Club Africain | 1 – 1 (5 – 6 dtr) | Maghreb de Fès | 1 – 0  | 0 – 1   |

### Andata
| Arbitro: | Djamel Haimoudi |

|           |           |  |
| Alexis 8’ | Marcatori |  |

### Ritorno
| Arbitro: | Badara Diatta |

|                                                           |                      |                                                 |
| Tigana 45+3’                                              | Marcatori            |                                                 |
| Chtibi Hajji El Youssfi Dahmani Abourazouk El Basri Zniti | Tiri di rigore 6 – 5 | Rguiî Ifa Yaakoubi Akremi Dhaouadi Alexis Ziadi |

## Campione
| Vincitore Coppa della Confederazione CAF 2011 |
| --------------------------------------------- |
| Maghreb de Fès (primo titolo)                 |